# Каваису
Каваису (на английски: Kawaiisu) е северноамериканско индианско племе, част от културната област на Големия басейн, което първоначално живее в планините Техечапи в южна Калифорния. На север територията им достига до езерото Изабела и прохода Уокър. На изток навлиза в северната част на пустинята Мохаве, планината Панаминт и Долината на Смъртта. Културно и езиково, каваису са свързани със северните паюти и чемехуевите. По-близки обаче са със съседите си китанемук и йокути, от които приемат много елементи характерни за Калифорнийската култура. Днес повечето каваису живеят в резервата Тюл Ривър в Калифорния.

## Култура
Подобно на съседите си, каваису са предимно ловци-събирачи. Основни храни са жълъдите, мескитите, дивите плодове, ядките, различни семена и растения. Ловуват главно елени, антилопи, дребен дивеч, птици и насекоми. Социалната и политическата им организация е минимална, центрирани главно около семейната група. Няколко семейства живеят и се трудят заедно и образуват една местна група, която е ръководена от вожд наричан „ния–гади – този, който има име“. Една местна група живее в едно постоянно село (от 60 до 100 души). През лятото местната група се разделя на съставните семейства, които ловуват и събират храна в различни временни лагери.

## Име
Самите каваису се наричат „ниуи или ниуиуи – хора“. Сред белите са известни с имената „Калиенте“ и „Техачапи индианците“. Съседите им от племето тубатулабал ги наричат „кауиши“, откъдето идва и каваису. Сред племето мохаве са известни като „кувахиа (кубахие)“, а сред чемехуевите като „хиниима“. Сред племената серано и косо (панаминт) съответно „агу–тушиам“ и „мугунюую“.

## История
Възможно е първоначално, преди повече от 2000 години, каваису да са живели в пустинята, преди да дойдат в планините Техачапи. Първото им споменаване е в дневника на Франциско Гарсес, когато през 1776 г. пресича пустинята Мохаве на път за долината на Сан Хоакин. В една ранчерия той среща хора, които неговите водачи от племето мохаве наричат „кобахи“. Според Гарсес тези хора говорят език различен от езика на „ночес“ (йокут) и на „куабахаи“ (китанемук). През следващите години каваису живеят почти без никакъв контакт с външни хора. Траперите, търговците и заселниците пристигат по времето на златната треска в Калифорния през 1850те. Постепенно след това племето е разпръснато, а земите му са присвоени от заселниците. В началото на 21 век техни потомци живеят предимно в резервата Тюл Ривър, където са смесени с други етнически групи.